# Teoria da trajetória histórica
A teoria da trajetória histórica faz parte do materialismo histórico de Karl Marx.  Ela foi analisada por Erik Olin Wright.  De acordo com Wright, embora a teoria da mudança social de Marx possa, sob certo viés, ser usualmente  considerada anacrônica, por outro lado, é uma tentativa importante e ainda "mais ambiciosa do que construir uma teoria científica de alternativas ao capitalismo". O que Marx tentou foi desenvolver uma teoria determinista da “impossibilidade do capitalismo a longo prazo”.  De acordo com Marx, os mesmos problemas que deveriam fazer o capitalismo falhar também deveriam fornecer os meios para o surgimento de uma nova sociedade, mais democrática e igualitária. 

## Teoria
Wright identifica cinco argumentos centrais no pensamento de Marx.  A primeira delas é que o capitalismo é um sistema económico insustentável a longo prazo.  Aqui, Marx afirma que a substituição do capitalismo por outro sistema económico é uma inevitabilidade, pois com o tempo cria condições nas quais não pode mais funcionar.  Esta parte do argumento de Marx não prevê que tipo de sistema substituirá o capitalismo, simplesmente sublinha a natureza autodestrutiva do capitalismo. 
Esta previsão é baseada em quatro tendências observadas por Marx: a produtividade aumenta constantemente; o alcance do capitalismo aumenta tanto no sentido geográfico como na penetração da sociedade (mercantilização); o capital tende a estar cada vez mais concentrado; as crises económicas periódicas ( recessões ) tendem a ser cada vez mais graves.  
Um argumento relacionado, mais teórico, que Marx apresentou aqui baseou-se na teoria do valor-trabalho (apenas o trabalho produz valor).  Marx acreditava que à medida que os fatores não laborais (e, por extensão da teoria do trabalho, não lucrativos) se tornam cada vez mais importantes, os lucros diminuirão, eventualmente aproximando-se de zero.  Isto é comumente referido como a tendência de queda da taxa de lucro.  Em segundo lugar, Marx previu o aumento da luta de classes.  Aqui, Marx argumentou que, com o tempo, a classe trabalhadora crescerá em número (proletarização) e também se tornará mais consciente das ineficiências do sistema capitalista (consciência de classe).  
Terceiro, de acordo com Marx, quando a classe trabalhadora e os seus aliados se tornassem suficientemente numerosos e organizados, eles desafiariam e derrubariam o sistema numa revolução (revolução mundial).  Marx assumiu aqui que a resistência da classe capitalista continuaria até ao fim, impedindo qualquer transformação democrática não violenta e, portanto, que a transição para uma era pós-capitalismo exigiria o uso da violência para superar tal resistência. 
Em seguida, Marx argumenta que um sistema pós-capitalista seria muito provavelmente aquele em que os meios de produção fossem propriedade coletiva e controlados democraticamente (socialismo).  Esta probabilidade foi o resultado do facto de que a derrubada do capitalismo seria levada a cabo principalmente pela classe trabalhadora e, portanto, após a revolução, seria a classe a deter o poder e, portanto, mais influente e moldadora do novo mundo. Finalmente, Marx propôs a "tese do destino do comunismo": que o socialismo acabará por levar ao desenvolvimento de uma sociedade sem classes, sem a necessidade de um Estado (comunismo sem Estado), e operando de acordo com o princípio, " de cada um de acordo com sua capacidade, a cada um segundo a sua necessidade ”. 

### Karl Marx
A teoria da trajetória histórica do marxismo refere-se à visão de Karl Marx sobre o desenvolvimento histórico das sociedades humanas. Segundo Marx, as sociedades atravessam diferentes estágios de desenvolvimento econômico e social ao longo do tempo, culminando eventualmente numa sociedade sem classes, na qual os meios de produção são propriedade comum e a distribuição de recursos é realizada de acordo com as necessidades de cada indivíduo.  
Marx delineou os estágios da história humana em sua obra "O Manifesto Comunista" e em outros escritos.  Ele identificou basicamente cinco estágios: 
1. Sociedade Primitiva: Neste estágio, as relações de produção são baseadas principalmente na coleta, caça, pesca e outras atividades simples. A propriedade é comum e não há uma divisão clara entre classes sociais.
2. Escravidão Antiga: Caracterizada pela existência de uma classe de escravos que trabalha para uma classe dominante de proprietários de escravos. A produção é realizada principalmente através da escravidão.
3. Feudalismo: Surge com o declínio do sistema de escravidão. Nesta fase, a sociedade é dividida entre senhores feudais, que possuem terras, e servos, que trabalham nessas terras em troca de proteção e acesso a recursos.
4. Capitalismo: Marx via o capitalismo como o estágio seguinte na evolução histórica. Aqui, as relações de produção são caracterizadas pela propriedade privada dos meios de produção (como fábricas e terras) e pela exploração da classe trabalhadora (proletariado) pelos donos dos meios de produção (burguesia). Ele argumentava que o capitalismo é inerentemente instável e tende a criar divisões sociais e crises econômicas.
5. Socialismo/Comunismo: Marx previa que o capitalismo eventualmente daria lugar a uma sociedade sem classes, na qual os meios de produção seriam propriedade comum e a produção seria organizada para atender às necessidades de todos os membros da sociedade. Nessa fase, o Estado seria suprimido e as pessoas seriam livres para contribuir de acordo com suas habilidades e receber de acordo com suas necessidades. [6]

A teoria da trajetória histórica do marxismo não é apenas uma descrição do passado, mas também uma perspectiva sobre o futuro da sociedade humana, embora seja importante notar que há muitas interpretações diferentes e críticas à visão de Marx sobre a história e o desenvolvimento social. 

## Perspectivas
Wright descreve a teoria formulada por Marx como "brilhante, embora em última análise não totalmente satisfatória".   Wright descreveu quatro supostas deficiências principais que ele acreditava existirem na teoria: as crises periódicas (recessões) não apresentaram, até agora, qualquer tendência clara para se tornarem cada vez mais graves; as estruturas de classe, em vez de produzirem uma classe trabalhadora homogênea, tornaram-se cada vez mais complexas; a classe trabalhadora não se tornou cada vez mais organizada e poderosa; e, o capitalismo, mesmo quando derrubado, não foi substituído por sociedades socialistas democráticas e certamente não pelo comunismo.  Essas críticas de Wright não invalidam completamente a teoria de Marx, mas destacam áreas em que a teoria pode precisar ser revisada ou complementada para fornecer uma compreensão mais precisa da sociedade e da história. 
A teoria da trajetória histórica do marxismo oferece uma análise crítica profunda da sociedade e da história humana. O marxismo fornece uma estrutura para entender a história como uma série de lutas de classe e mudanças econômicas. Isso ajuda a contextualizar eventos históricos dentro de um quadro mais amplo de desenvolvimento social e econômico. A teoria marxista destaca a importância da consciência de classe na análise das relações sociais e na luta pela emancipação dos trabalhadores. Isso pode levar a uma maior solidariedade entre os trabalhadores e uma compreensão mais profunda das desigualdades sociais.  
O marxismo lança luz sobre as relações de poder subjacentes na sociedade, destacando como as estruturas econômicas moldam essas relações. Isso pode ajudar a identificar e desafiar formas de opressão e exploração. A teoria marxista enfatiza a possibilidade e a necessidade de mudança social radical. Isso inspirou movimentos sociais e políticos em todo o mundo a buscar uma transformação fundamental das estruturas sociais existentes. 
O marxismo fornece uma crítica abrangente do capitalismo, destacando suas contradições internas e suas tendências à exploração e desigualdade. Isso pode promover um debate saudável sobre as limitações e injustiças do sistema capitalista.  O marxismo destaca a importância da economia política na compreensão da sociedade. Isso pode levar a uma análise mais holística das questões sociais, incorporando fatores econômicos e políticos.
A teoria marxista tem sido uma fonte de inspiração para uma variedade de movimentos sociais, incluindo o movimento trabalhista, o feminismo, o antirracismo e o ambientalismo. Isso demonstra sua capacidade de mobilizar as pessoas em torno de questões de justiça social e econômica. 